# Roda Cimeira
Roda Cimeira é uma aldeia situada na freguesia de Alvares, no Município de Góis,  Distrito de Coimbra, em Portugal.
A sua existência remonta à exploração das minas de ouro da «Escádia Grande» pelos romanos. As minas foram exploradas no século XX, entre 1938 e 1952. 
Atualmente residem em Roda Cimeira 25 pessoas e mais algumas em regime de alternância sazonal com outras habitações fora do concelho. 
Como pontos de atração relevantes está em especial destaque a sua piscina fluvial de especial beleza cuja agua límpida é proveniente diretamente das serras em redor,  uma visita às antigas minas da CUF, agora desativada  